# Saint George (Saint Vincent i Grenadyny)

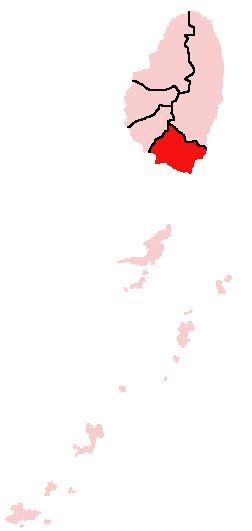
Parafia Saint George

Saint George (pl. Święty Jerzy) – parafia, będąca jednostką administracyjną Saint Vincent i Grenadyn położoną na wyspie Saint Vincent. Jej stolicą jest Kingstown.